# Ultimo minuto
Pour plus de détails, voir Fiche technique et Distribution.
Ultimo minuto est un film italien réalisé par Pupi Avati, sorti en 1987.

## Synopsis
Walter Ferroni est le directeur sportif d'une équipe de football qui végète au bas du classement dans la « série A  » des années 1980. Les problèmes financiers, les crises de colère et la passion sont le quotidien. Après des années de difficultés et de budgétisation dans le rouge Ferroni réussit à faire acheter l'équipe par le riche industriel Carlo Di Carlo, pensant en garder la direction mais le nouveau président, avec méthode entrepreneuriale, le retire du bureau et gère personnellement l'équipe en embauchant de nouveaux managers....

## Fiche technique
- Titre : Ultimo minuto
- Réalisation : Pupi Avati
- Scénario : Pupi Avati, Antonio Avati, Italo Cucci et Michele Plastino
- Photographie : Pasquale Rachini
- Montage : Amedeo Salfa
- Musique : Riz Ortolani
- Pays d'origine : Italie
- Genre : drame
- Date de sortie : 1987

## Distribution
- Ugo Tognazzi : Walter Ferroni
- Diego Abatantuono : Duccio
- Massimo Bonetti : Boschi
- Elena Sofia Ricci : Marta
- Giovanna Maldotti : Egle
- Lino Capolicchio : Renzo De Carlo
- Luigi Diberti : Corti
- Nik Novecento : Nik
- Marco Leonardi : Paolo
- Cinzia De Ponti : Ornella
- Cesare Barbetti : Lele